# Тевфрант
Тевфрант (Тевтрант или Тевтрас, др.-греч. Τεύθρας) — персонаж древнегреческой мифологии . Царь Тевфрании (Мисии). Муж Авги, отчим Телефа. Отдал Телефу в жены свою дочь Аргиопу. Иногда отождествляется с отцом Текмессы. «Тифранта город» упоминает Эсхил. По некоей версии, сын Пандиона, отец Феспия.